# Eric Weinstein
Eric Ross Weinstein, född 26 oktober 1965, är en amerikansk kulturkommentator och matematiker. Han är även verkställande direktör för Thiel Capital.

## Utbildning
Weinstein avlade doktorsexamen i matematisk fysik vid Harvard University 1992 under handledning av Raoul Bott.